# Светско првенство у фудбалу за жене 2015.
Светско првенство у фудбалу за жене 2015. (енгл. 2015 FIFA Women's World Cup − фр. Coupe du monde féminine de la FIFA 2015) било је седмо међународно фудбалско првенство за жене, које се одржавало у Канади од 6. јуна до 5. јула 2015. године, када је одржана финална утакмица између репрезентација САД и Јапана где је репрезентација САД изашла као победник. На турниру је учествовало двадесет и четири репрезентација.
На турниру 2015. Светско првенство је проширено на 24 тима са претходних 16 у 2011. години. Канадски тим је добио директан приступ као домаћин, а за преостала 23 места одржан је квалификациони турнир од 134 тима. Са проширеним турниром, осам тимова је дебитовало на Светском првенству за жене. Све претходне финалисткиње Светског купа за жене квалификовале су се за турнир, са браниоцима титуле Јапана и двоструким шампионом Немачком (2003, 2007) и Сједињеним Државама (1991, 1999) међу носиоцима.
Турнир 2015. користио је технологију гол-линије по први пут са системом Хок-аја. То је такође било прво Светско првенство за мушкарце или жене које се играло на вештачкој трави, са свим утакмицама које су се играле на таквим подлогама, иако је у почетку постојала забринутост због могућег повећаног ризика од повреда.

## Избор домаћина
Лицитација за свако ФИФА Светско првенство за жене обично укључује права домаћина за прошлогодишње ФИФА У-20 Светско првенство за жене (слично мушкој верзији, у којој земља домаћин организује Куп конфедерација годину дана раније). Понуде за турнир је требало доставити до децембра 2010. и биле су достављене само две понуде:
| Држава              |
| ------------------- |
| Канада              |
| Зимбабве (одустали) |

Зимбабве је повукао своју понуду 1. марта 2011. Сматрали су да немају шансе, између осталог јер је њен женски тим био на 103. месту у свету у време пријаве и никада се није квалификовао за Светско првенство за жене. У земљи је такође постојала стална политичка и економска нестабилност.
Изабрани домаћин, Канада, раније је била домаћин ФИФА турнира, укључујући ФИФА У-16 Светско првенство 1987. године, ФИФА У-19 Светско првенство 2002. године, Светско првенство 2007. ФИФА У-20, које је поставило рекорд посећености за тај турнир и недавно одржаног ФИФА Светско првенство за жене за У-20 2014. године.

## Квалификације
За 2015. годину број квалификационих тимова је порастао са 16 на 24, а заказани мечеви са 32 на 52.  11. јуна 2012. ФИФА је објавила промену у додели квалификационих места за своје континенталне конфедерације. Извршни комитет ФИФА одобрио је следећу доделу слотова и дистрибуцију осам нових слотова:
| Конфедерација/домаћини | Континент/држава                     | Бр. места | Промена од 2011. |
| ---------------------- | ------------------------------------ | --------- | ---------------- |
| АФК                    | Азија                                | 5         | +2               |
| КАФ                    | Африка                               | 3         | +1               |
| Конкакаф               | Северна и Централна Америка и Кариби | 3.5       | +1               |
| Конмебол               | Јужна Америка                        | 2.5       | +0.5             |
| ОФК                    | Океанија                             | 1         | ±0               |
| УЕФА                   | Европа                               | 8         | +3.5             |
| Домаћин                | Канада                               | 1         | –                |
| Укупно                 | Укупно                               | 24        | +8               |

Након што је пет играчица репрезентације Северне Кореје имало позитиван тест на лекове за побољшање перформанси током ФИФА Светског првенства за жене 2011. године, ФИФА је забранила тиму Северне Кореје да учествује на Светском првенству за жене 2015. у Канади. Ово је био први пут да је женском тиму забрањено учешће на Светском првенству за жене, и то је био први пут од 1995. да Северна Кореја није учествовала на Светском првенству за жене.

### Квалификоване репрезентације
Објављена ФИФА ранг листа пре турнира (март 2015. године) приказана је у заградама.
| АФК(5) - Аустралија (10) - Кина (16) - Јапан (4) - Јужна Кореја (18) - Тајланд (29) (деби) CAF (3) - Камерун (53) (деби) - Обала Слоноваче (67) (деби) - Нигерија (33) | CONCACAF (4) - Канада (8) (домаћин) - Костарика (37) (деби) - Мексико (25) - Сједињене Државе (2) CONMEBOL (3) - Бразил (7) - Колумбија (28) - Еквадор (48) (деби) OFC (1) - Нови Зеланд (17) | UEFA (8) - Енглеска (6) - Француска (3) - Немачка (1) - Холандија (12) (деби) - Норвешка (11) - Шпанија (14) (деби) - Шведска (5) - Швајцарска (19) (деби) |  |
| Квалификовале се Нису се квалификовале | Нису учествовале Женски тим неактиван | |  |

## Стадиони и градови
Градови Ванкувер, Едмонтон, Винипег, Отава, Монтреал и Монктон изабрани су за домаћине турнирских утакмица. Халифакс је такође био разматран, али се повукао у марту 2012. Торонто је одлучио да не лицитира, због потенцијалних сукоба са Панамеричким играма 2015. године. Због ФИФА-ине политике против комерцијалног спонзорства имена стадиона, Инвесторс Гроуп фиелд у Винипегу и ТД Плејс Стадиом у Отави били су познати као стадион Винипег и Ленсдаун стадион током турнира. Капацитет седења приказан у табели испод је конфигурисан за ове ФИФА игре.
| Едмонтон                                                 | Монтреал                                              | Ванкувер                                                        | Винипег                                               |
| -------------------------------------------------------- | ----------------------------------------------------- | --------------------------------------------------------------- | ----------------------------------------------------- |
| Стадион Комонвелт                                        | Олимпијски стадион                                    | БК плејс                                                        | ИГ филд (Стадион Винипега)                            |
| 53° 33′ 35″ N 113° 28′ 34″ W / 53.55972° С; 113.47611° З | 45° 33′ 28″ N 73° 33′ 7″ W / 45.55778° С; 73.55194° З | 49° 16′ 36″ N 123° 6′ 43″ W / 49.27667° С; 123.11194° З         | 49° 48′ 28″ N 97° 8′ 45″ W / 49.80778° С; 97.14583° З |
| Капацитет: 56.302                                        | Капацитет: 56.040                                     | Капацитет: 54.320                                               | Капацитет: 33.422                                     |
| Површина: Вештачка трава                                 | Површина: Вештачка трава                              | Површина: Вештачка трава                                        | Површина: Вештачка трава                              |
| Временска зона: (UTC-6)                                  | Временска зона: (UTC-4)                               | Временска зона: (UTC-7)                                         | Временска зона: (UTC-5)                               |
|                                                          |                                                       |                                                                 |                                                       |
| ЕдмонтонМонктонМонтреалОтаваВанкуверВинипег              | ЕдмонтонМонктонМонтреалОтаваВанкуверВинипег           | Отава                                                           | Монктон                                               |
| ЕдмонтонМонктонМонтреалОтаваВанкуверВинипег              | ЕдмонтонМонктонМонтреалОтаваВанкуверВинипег           | ТД плејс (Стадион Ленсдаун)                                     | Стадион Монктон                                       |
| ЕдмонтонМонктонМонтреалОтаваВанкуверВинипег              | ЕдмонтонМонктонМонтреалОтаваВанкуверВинипег           | 45° 23′ 53.44″ N 75° 41′ 1.14″ W / 45.3981778° С; 75.6836500° З | 46° 6′ 30″ N 64° 47′ 0″ W / 46.10833° С; 64.78333° З  |
| ЕдмонтонМонктонМонтреалОтаваВанкуверВинипег              | ЕдмонтонМонктонМонтреалОтаваВанкуверВинипег           | Капацитет: 24.000                                               | Капацитет: 13.000                                     |
| ЕдмонтонМонктонМонтреалОтаваВанкуверВинипег              | ЕдмонтонМонктонМонтреалОтаваВанкуверВинипег           | Површина: Вештачка трава                                        | Површина: Вештачка трава                              |
| ЕдмонтонМонктонМонтреалОтаваВанкуверВинипег              | ЕдмонтонМонктонМонтреалОтаваВанкуверВинипег           | Временска зона: (UTC-4)                                         | Временска зона: (UTC-3)                               |
| ЕдмонтонМонктонМонтреалОтаваВанкуверВинипег              | ЕдмонтонМонктонМонтреалОтаваВанкуверВинипег           |                                                                 |                                                       |

## Жребање
Извлачење је одржано 6. децембра 2014. у 12:00 по источном стандардном времену у Канадском музеју природе у Отави, Онтарио, Канада.  Носиоци и групе су објављене дан раније. Пошто је УЕФА квалификовала осам тимова на завршни турнир, који је имао само шест група, две групе су по потреби морале да садрже два европска тима. Иначе, ниједна група не би могла имати више од једног тима из било које конфедерације. Упркос нижем рангу ФИФА, Бразил је био носилац испред Шведске из географских разлога. Пре жреба, Организациони комитет је носиоце распоредио у следеће групе: Немачка у Групу Б, Јапан у Групу Ц, Сједињене Америчке Државе у Групу Д, Бразил у Групу Е и Француска у Групу Ф; Канада је већ била у Групи А као домаћин турнира. Неизвлачење група за носиоце изазвало је неке критике.  Портпарол ФИФА је касније потврдио да су тимови распоређени у одређене групе из промотивних разлога.
| Четири групе за извлачење                                                  | Четири групе за извлачење                                                | Четири групе за извлачење                                        | Четири групе за извлачење                                        |
| Група 1 (Носиоци)                                                          | Група 2 (КАФ, Конкакаф, ОФК)                                             | Група 3 (АФК, Конмебол)                                          | Група 4 (УЕФА)                                                   |
| -------------------------------------------------------------------------- | ------------------------------------------------------------------------ | ---------------------------------------------------------------- | ---------------------------------------------------------------- |
| Канада (домаћин) · Бразил · Француска · Немачка · Јапан · Сједињене Државе | Камерун · Обала Слоноваче · Нигерија · Костарика · Мексико · Нови Зеланд | Аустралија · Кина · Јужна Кореја · Тајланд · Колумбија · Еквадор | Енглеска · Холандија · Норвешка · Шпанија · Шведска · Швајцарска |

## Групна фаза
| Шампион Другопласирани | Треће место Четврто место | Четвртфинале Осмина финала | Групна фаза |

Двадесет и четири тима учесника финалног турнира су била распоређена у 6 група означених од А до Ф. Привремени распоред утакмица за турнир објављен је 21. марта 2013. са домаћином, Канадом, постављеном на позицију А1. Коначан распоред са терминима утакмица објављен је истог дана одмах након жребања.
У првој рунди, или групној фази, двадесет четири тима подељена су у шест група по четири тима. Свака група се играла у роунд-робин формату од шест утакмица, где је сваки тим одиграо по један меч против сваког од осталих тимова у истој групи. Тимовима су додељена три бода за победу, један бод за реми и ниједан за пораз. Победници и другопласирани из сваке групе, као и четири најбоље трећепласиране екипе, пласирали су се у прву рунду нокаут фазе.
| У случају нерешеног резултата у групама |
| --- |
| Пласман тимова у групној фази одређен је на следећи начин: 1. Бодови добијени у свим утакмицама у групи (три бода за победу, један за реми, ниједан за пораз); 2. Гол-разлика у свим утакмицама у групи; 3. Број постигнутих голова у свим утакмицама у групи; 4. Бодови добијени у утакмицама између дотичних тимова; 5. Гол разлика у утакмицама између дотичних тимова; 6. Број голова постигнутих у утакмицама између дотичних тимова; 7. Жребање. |

### Група А
| Pos | Тим         | О | П | Н | И | ГД | ГП | ГР | Бод. | Qualification                   |
| --- | ----------- | - | - | - | - | -- | -- | -- | ---- | ------------------------------- |
| 1   | Канада      | 3 | 1 | 2 | 0 | 2  | 1  | +1 | 5    | Квалификовала се за нокаут фазу |
| 2   | Кина        | 3 | 1 | 1 | 1 | 3  | 3  | 0  | 4    | Квалификовала се за нокаут фазу |
| 3   | Холандија   | 3 | 1 | 1 | 1 | 2  | 2  | 0  | 4    | Квалификовала се за нокаут фазу |
| 4   | Нови Зеланд | 3 | 0 | 2 | 1 | 2  | 3  | −1 | 2    |                                 |

| Канада                         | (1 : 0)  | Кина |
| ------------------------------ | -------- | ---- |
| - Кристин Синклер 90+2’ (пен.) | Извештај |      |

| Нови Зеланд | (0 : 1)  | Холандија          |
| ----------- | -------- | ------------------ |
|             | Извештај | - Леке Мартенс 33’ |

| Кина              | (1 : 0)  | Холандија |
| ----------------- | -------- | --------- |
| - Ванг Лиси 90+1’ | Извештај |           |

| Канада | (0 : 0)  | Нови Зеланд |
| ------ | -------- | ----------- |
|        | Извештај |             |

| Холандија                | (1 : 1)  | Канада            |
| ------------------------ | -------- | ----------------- |
| - Кирстен ван де Вен 87’ | Извештај | - Ашли Лоренс 10’ |

| Кина                                     | (2 : 2)  | Нови Зеланд                            |
| ---------------------------------------- | -------- | -------------------------------------- |
| - Ванг Лиси 41’ (пен.) - Ванг Шаншан 60’ | Извештај | - Ребека Скот 28’ - Хана Вилкинсон 64’ |

### Група Б
| Pos | Тим             | О | П | Н | И | ГД | ГП | ГР  | Бод. | Qualification                   |
| --- | --------------- | - | - | - | - | -- | -- | --- | ---- | ------------------------------- |
| 1   | Немачка         | 3 | 2 | 1 | 0 | 15 | 1  | +14 | 7    | Квалификовала се за нокаут фазу |
| 2   | Норвешка        | 3 | 2 | 1 | 0 | 8  | 2  | +6  | 7    | Квалификовала се за нокаут фазу |
| 3   | Тајланд         | 3 | 1 | 0 | 2 | 3  | 10 | −7  | 3    |                                 |
| 4   | Обала Слоноваче | 3 | 0 | 0 | 3 | 3  | 16 | −13 | 0    |                                 |

| Норвешка                                                           | (4 : 0)  | Тајланд |
| ------------------------------------------------------------------ | -------- | ------- |
| - Трине Ренинг 15’ - Изабел Херловсен 29’, 34’ - Ада Хегерберг 68’ | Извештај |         |

| Немачка | (10 : 0) | Обала Слоноваче |
| --- | -------- | --------------- |
| - Селија Шашић 3’, 14’, 31’ - Ања Митаг 29’, 35’, 64’ - Симоне лодер 71’ - Сара Дабриц 75’ - Мелани Берингер 79’ - Александра Поп 85’ | Извештај |                 |

| Немачка        | (1 : 1)  | Норвешка           |
| -------------- | -------- | ------------------ |
| - Ања Митаг 6’ | Извештај | - Марен Мјелде 61’ |

| Обала Слоноваче                  | (2 : 3)  | Тајланд                                         |
| -------------------------------- | -------- | ----------------------------------------------- |
| - Анге НЃесан 4’ - Јоси Нахи 88’ | Извештај | - Оратај Сримани 26’, 45+3’ - Таната Чавонг 75’ |

| Тајланд | (0 : 4)  | Немачка                                                        |
| ------- | -------- | -------------------------------------------------------------- |
|         | Извештај | - Мелани Луполц 24’ - Лена Петерман 56’, 58’ - Сара Дабриц 73’ |

| Обала Слоноваче    | (1 : 3)  | Норвешка                                         |
| ------------------ | -------- | ------------------------------------------------ |
| - Анге Н'Ѓесан 71’ | Извештај | - Ада Хегерберг 6’, 62’ - Солвег Гулбрандсен 67’ |

### Група Ц
| Pos | Тим        | О | П | Н | И | ГД | ГП | ГР  | Бод. | Qualification                   |
| --- | ---------- | - | - | - | - | -- | -- | --- | ---- | ------------------------------- |
| 1   | Јапан      | 3 | 3 | 0 | 0 | 4  | 1  | +3  | 9    | Квалификовала се за нокаут фазу |
| 2   | Камерун    | 3 | 2 | 0 | 1 | 9  | 3  | +6  | 6    | Квалификовала се за нокаут фазу |
| 3   | Швајцарска | 3 | 1 | 0 | 2 | 11 | 4  | +7  | 3    | Квалификовала се за нокаут фазу |
| 4   | Еквадор    | 3 | 0 | 0 | 3 | 1  | 17 | −16 | 0    |                                 |

| Камерун | (6 : 0)  | Еквадор |
| --- | -------- | ------- |
| - Маделејн Нгого Мани 34’ - Гаел Енганамут 36’, 73’, 90+4’ (пен.) - Кристине Мани 44’ (пен.) - Габриеле Онкене 79’ (пен.) | Извештај |         |

| Јапан                   | (1 : 0)  | Швајцарска |
| ----------------------- | -------- | ---------- |
| - Аја Мијама 29’ (пен.) | Извештај |            |

| Швајцарска | (10 : 1) | Еквадор                |
| --- | -------- | ---------------------- |
| - Енџи Понс 24’ (а.г.), 71’ (а.г.) - Есеоса Агбогун 45+2’ - Фабијен Хам 47’, 49’, 52’ - Рамона Бечман 60’ (пен.), 61’, 81’ - Мартина Мозер 76’ | Извештај | - Енџи Понс 64’ (пен.) |

| Јапан                                  | (2 : 1)  | Камерун          |
| -------------------------------------- | -------- | ---------------- |
| - Аја Самешима 6’ - Јуика Сугасава 17’ | Извештај | - Ажара Нкут 90’ |

| Еквадор | (0 : 1)  | Јапан              |
| ------- | -------- | ------------------ |
|         | Извештај | - Јуки Нагасато 5’ |

| Швајцарска                    | (1 : 2)  | Камерун                                         |
| ----------------------------- | -------- | ----------------------------------------------- |
| - Ана−Марија Црногорчевић 24’ | Извештај | - Габриел Онгене] 47’ - Маделејн Нгоно Мани 62’ |

### Група Д
| Pos | Тим              | О | П | Н | И | ГД | ГП | ГР | Бод. | Qualification                   |
| --- | ---------------- | - | - | - | - | -- | -- | -- | ---- | ------------------------------- |
| 1   | Сједињене Државе | 3 | 2 | 1 | 0 | 4  | 1  | +3 | 7    | Квалификовала се за нокаут фазу |
| 2   | Аустралија       | 3 | 1 | 1 | 1 | 4  | 4  | 0  | 4    | Квалификовала се за нокаут фазу |
| 3   | Шведска          | 3 | 0 | 3 | 0 | 4  | 4  | 0  | 3    | Квалификовала се за нокаут фазу |
| 4   | Нигерија         | 3 | 0 | 1 | 2 | 3  | 6  | −3 | 1    |                                 |

| Шведска                                                             | (3 : 3)  | Нигерија                                                              |
| ------------------------------------------------------------------- | -------- | --------------------------------------------------------------------- |
| - Дезире Опаранози 21’ (а.г.) - Нила Фишер 31’ - Линда Сембрант 60’ | Извештај | - Нгози Окоби-Океигене 50’ - Асисат Ошоала 53’ - Франциска Ордега 87’ |

| Сједињене Државе                           | (3 : 1)  | Аустралија         |
| ------------------------------------------ | -------- | ------------------ |
| - Меган Рапино 12’, 78’ - Кристен Прес 61’ | Извештај | - Лиса Де Вана 27’ |

| Аустралија            | (2 : 0)  | Нигерија |
| --------------------- | -------- | -------- |
| - Киа Сајмон 29’, 68’ | Извештај |          |

| Сједињене Државе | (0 : 0)  | Шведска |
| ---------------- | -------- | ------- |
|                  | Извештај |         |

| Нигерија | (0 : 1)  | Сједињене Државе |
| -------- | -------- | ---------------- |
|          | Извештај | - Еби Вамбах 45’ |

| Аустралија        | (1 : 1)  | Шведска               |
| ----------------- | -------- | --------------------- |
| - Лиса Де Вана 5’ | Извештај | - Софија Јакобсон 15’ |

### Група Е
| Pos | Тим          | О | П | Н | И | ГД | ГП | ГР | Бод. | Qualification                   |
| --- | ------------ | - | - | - | - | -- | -- | -- | ---- | ------------------------------- |
| 1   | Бразил       | 3 | 3 | 0 | 0 | 4  | 0  | +4 | 9    | Квалификовала се за нокаут фазу |
| 2   | Јужна Кореја | 3 | 1 | 1 | 1 | 4  | 5  | −1 | 4    | Квалификовала се за нокаут фазу |
| 3   | Костарика    | 3 | 0 | 2 | 1 | 3  | 4  | −1 | 2    |                                 |
| 4   | Шпанија      | 3 | 0 | 1 | 2 | 2  | 4  | −2 | 1    |                                 |

| Шпанија           | (1 : 1)  | Костарика            |
| ----------------- | -------- | -------------------- |
| - Вики Лосада 13’ | Извештај | - Ракел Родригез 14’ |

| Бразил                           | (2 : 0)  | Јужна Кореја |
| -------------------------------- | -------- | ------------ |
| - Формига 33’ - Марта 53’ (пен.) | Извештај |              |

| Бразил                       | (1 : 0)  | Шпанија |
| ---------------------------- | -------- | ------- |
| - Андреса Алвес да Силва 44’ | Извештај |         |

| Јужна Кореја                            | (2 : 2)  | Костарика                                |
| --------------------------------------- | -------- | ---------------------------------------- |
| - Ји Со-јун 21’ (пен.) - Јеон Га-ел 25’ | Извештај | - Мелиса Ерера 17’ - Карла Виљалобос 89’ |

| Костарика | (0 : 1)  | Бразил                |
| --------- | -------- | --------------------- |
|           | Извештај | - Ракел Фернандес 83’ |

| Јужна Кореја                      | (2 : 1)  | Шпанија              |
| --------------------------------- | -------- | -------------------- |
| - Чо Со-хјун 53’ - Ким Со-јун 78’ | Извештај | - Вероника Бокет 29’ |

### Група Ф
| Pos | Тим       | О | П | Н | И | ГД | ГП | ГР | Бод. | Qualification                   |
| --- | --------- | - | - | - | - | -- | -- | -- | ---- | ------------------------------- |
| 1   | Француска | 3 | 2 | 0 | 1 | 6  | 2  | +4 | 6    | Квалификовала се за нокаут фазу |
| 2   | Енглеска  | 3 | 2 | 0 | 1 | 4  | 3  | +1 | 6    | Квалификовала се за нокаут фазу |
| 3   | Колумбија | 3 | 1 | 1 | 1 | 4  | 3  | +1 | 4    | Квалификовала се за нокаут фазу |
| 4   | Мексико   | 3 | 0 | 1 | 2 | 2  | 8  | −6 | 1    |                                 |

| Француска           | (1 : 0)  | Енглеска |
| ------------------- | -------- | -------- |
| - Ежен Ле Сомер 29’ | Извештај |          |

| Колумбија             | (1 : 1)  | Мексико              |
| --------------------- | -------- | -------------------- |
| - Даниела Монтоја 82’ | Извештај | - Вероника Перез 36’ |

| Француска | (0 : 2)  | Колумбија                                |
| --------- | -------- | ---------------------------------------- |
|           | Извештај | - Леди Андраде 19’ - Каталина Усме 90+3’ |

| Енглеска                           | (2 : 1)  | Мексико               |
| ---------------------------------- | -------- | --------------------- |
| - Френ Кирби 71’ - Карен Карни 82’ | Извештај | - Фабиола Ибара 90+1’ |

| Мексико | (0 : 5)  | Француска                                                                                 |
| ------- | -------- | ----------------------------------------------------------------------------------------- |
|         | Извештај | - Мари-Лауре Дели 1’ - Џенифер Руиз 9’ (а.г.) - Ежен Ле Сомер 13’, 36’ - Амандин Анри 80’ |

| Енглеска                                     | (2 : 1)  | Колумбија            |
| -------------------------------------------- | -------- | -------------------- |
| - Керен Карни 15’ - Фара Вилијамс 38’ (пен.) | Извештај | - Леди Андраде 90+4’ |

### Најбоље трећепласиране репрезентације
Четири најбоље трећепласиране екипе из шест група су се пласирале у нокаут фазу заједно са шест победника група и шест другопласираних.

| Pos | Г | Тим        | О | П | Н | И | ГД | ГП | ГР | Бод. | Qualification                   |
| --- | - | ---------- | - | - | - | - | -- | -- | -- | ---- | ------------------------------- |
| 1   | F | Колумбија  | 3 | 1 | 1 | 1 | 4  | 3  | +1 | 4    | Квалификовала се за нокаут фазу |
| 2   | A | Холандија  | 3 | 1 | 1 | 1 | 2  | 2  | 0  | 4    | Квалификовала се за нокаут фазу |
| 3   | C | Швајцарска | 3 | 1 | 0 | 2 | 11 | 4  | +7 | 3    | Квалификовала се за нокаут фазу |
| 4   | D | Шведска    | 3 | 0 | 3 | 0 | 4  | 4  | 0  | 3    | Квалификовала се за нокаут фазу |
| 5   | B | Тајланд    | 3 | 1 | 0 | 2 | 3  | 10 | −7 | 3    |                                 |
| 6   | E | Костарика  | 3 | 0 | 2 | 1 | 3  | 4  | −1 | 2    |                                 |

## Нокаут фаза
Нокаут фазу чини 16 тимова који су прошли из групне фазе турнира. Постоје четири рунде мечева, при чему свака рунда елиминише половину тимова који улазе у ту рунду. Узастопне рунде су осмина финала, четвртфинале, полуфинале и финале. Ту је и меч за одлучивање о трећем и четвртом месту. За сваку утакмицу у нокаут фази, након сваког нерешеног резултата на 90 минута следи 30 минута продужетка, ако су резултати и даље једнаки, следи извођење једанаестераца како би се утврдило ко ће ићи у следећу рунду. Појединачни добијени жути картони биће поништени након четвртфинала, чиме се осигурава да ниједан играч не пропусти финале због опомене у полуфиналу.
Три места на женском фудбалском турниру на Летњим олимпијским играма 2016. попунили су УЕФА тимови који су напредовали најдаље на турниру, осим Енглеске. -финале. Два места припала су Француској и Немачкој, које су се пласирале у четвртфинале. Треће место је било нерешено између четири тима елиминисана у осмини финала: Холандије, Норвешке, Шведске и Швајцарске. Плеј-оф турнир у марту 2016. одредио је да УЕФА трећа квалификација за Олимпијске игре буде Шведска.
|  | Осмина финала      | Осмина финала      |                    |       | Четвртфинале            | Четвртфинале            |                   |                   | Полуфинале | Полуфинале |  |  | Финале | Финале |
|  |                    |                    |                    |       |                         |                         |                   |                   |            |            |  |  |        |        |
|  | 20. јун – Едмонтон |                    |                    |       |                         |                         |                   |                   |            |            |  |  |        |        |
|  |                    |                    |                    |       |                         |                         |                   |                   |            |            |  |  |        |        |
|  | Кина               | 1                  |                    |       |                         |                         |                   |                   |            |            |  |  |        |        |
|  | Кина               | 1                  | 26. јун – Отава    |       |                         |                         |                   |                   |            |            |  |  |        |        |
|  | Камерун            | 0                  |                    |       |                         |                         |                   |                   |            |            |  |  |        |        |
|  | Камерун            | 0                  | Кина               | 0     |                         |                         |                   |                   |            |            |  |  |        |        |
|  | 22. јун – Едмонтон |                    | Кина               | 0     |                         |                         |                   |                   |            |            |  |  |        |        |
|  |                    | Сједињене Државе   | 1                  |       |                         |                         |                   |                   |            |            |  |  |        |        |
|  | Сједињене Државе   | Сједињене Државе   | 1                  | 2     |                         |                         |                   |                   |            |            |  |  |        |        |
|  | Сједињене Државе   |                    | 30. јун – Монтреал | 2     |                         |                         |                   |                   |            |            |  |  |        |        |
|  | Колумбија          | 0                  |                    |       |                         |                         |                   |                   |            |            |  |  |        |        |
|  | Колумбија          | 0                  | Сједињене Државе   | 2     |                         |                         |                   |                   |            |            |  |  |        |        |
|  | 20. јун – Отава    |                    | Сједињене Државе   | 2     |                         |                         |                   |                   |            |            |  |  |        |        |
|  |                    | Немачка            | 0                  |       |                         |                         |                   |                   |            |            |  |  |        |        |
|  | Немачка            | Немачка            | 0                  | 4     |                         |                         |                   |                   |            |            |  |  |        |        |
|  | Немачка            | 26. јун – Монтреал |                    | 4     |                         |                         |                   |                   |            |            |  |  |        |        |
|  | Шведска            | 1                  |                    |       |                         |                         |                   |                   |            |            |  |  |        |        |
|  | Шведска            | 1                  | Немачка (пен.)     | 1 (5) |                         |                         |                   |                   |            |            |  |  |        |        |
|  | 21. јун – Монтреал |                    | Немачка (пен.)     | 1 (5) |                         |                         |                   |                   |            |            |  |  |        |        |
|  |                    | Француска          | 1 (4)              |       |                         |                         |                   |                   |            |            |  |  |        |        |
|  | Француска          | Француска          | 1 (4)              | 3     |                         |                         |                   |                   |            |            |  |  |        |        |
|  | Француска          |                    | 5. јул – Ванкувер  | 3     |                         |                         |                   |                   |            |            |  |  |        |        |
|  | Јужна Кореја       | 0                  |                    |       |                         |                         |                   |                   |            |            |  |  |        |        |
|  | Јужна Кореја       | 0                  | Сједињене Државе   | 5     |                         |                         |                   |                   |            |            |  |  |        |        |
|  | 21. јун – Монктон  |                    | Сједињене Државе   | 5     |                         |                         |                   |                   |            |            |  |  |        |        |
|  |                    | Јапан              | 2                  |       |                         |                         |                   |                   |            |            |  |  |        |        |
|  | Бразил             | Јапан              | 2                  | 0     |                         |                         |                   |                   |            |            |  |  |        |        |
|  | Бразил             | 27. јун – Едмонтон |                    | 0     |                         |                         |                   |                   |            |            |  |  |        |        |
|  | Аустралија         | 1                  |                    |       |                         |                         |                   |                   |            |            |  |  |        |        |
|  | Аустралија         | 1                  | Аустралија         | 0     |                         |                         |                   |                   |            |            |  |  |        |        |
|  | 23. јун – Ванкувер |                    | Аустралија         | 0     |                         |                         |                   |                   |            |            |  |  |        |        |
|  |                    | Јапан              | 1                  |       |                         |                         |                   |                   |            |            |  |  |        |        |
|  | Јапан              | Јапан              | 1                  | 2     |                         |                         |                   |                   |            |            |  |  |        |        |
|  | Јапан              |                    | 1. јул – Едмонтон  | 2     |                         |                         |                   |                   |            |            |  |  |        |        |
|  | Холандија          | 1                  |                    |       |                         |                         |                   |                   |            |            |  |  |        |        |
|  | Холандија          | 1                  | Јапан              | 2     |                         |                         |                   |                   |            |            |  |  |        |        |
|  | 22. јун – Отава    |                    | Јапан              | 2     |                         |                         |                   |                   |            |            |  |  |        |        |
|  |                    | Енглеска           | 1                  |       | Утакмица за треће место | Утакмица за треће место |                   |                   |            |            |  |  |        |        |
|  | Норвешка           | Енглеска           | 1                  | 1     | Утакмица за треће место | Утакмица за треће место |                   |                   |            |            |  |  |        |        |
|  | Норвешка           | 27. јун – Ванкувер | 27. јун – Ванкувер | 1     |                         |                         | 4. јул – Едмонтон | 4. јул – Едмонтон |            |            |  |  |        |        |
|  | Енглеска           | 27. јун – Ванкувер | 27. јун – Ванкувер | 2     |                         |                         | 4. јул – Едмонтон | 4. јул – Едмонтон |            |            |  |  |        |        |
|  | Енглеска           | Енглеска           | 2                  | 2     | Немачка                 | 0                       |                   |                   |            |            |  |  |        |        |
|  | 21. јун – Ванкувер | Енглеска           | 2                  |       | Немачка                 | 0                       |                   |                   |            |            |  |  |        |        |
|  |                    | Канада             | 1                  |       | Енглеска (п. с. н.)     | 1                       |                   |                   |            |            |  |  |        |        |
|  | Канада             | Канада             | 1                  | 1     | Енглеска (п. с. н.)     | 1                       |                   |                   |            |            |  |  |        |        |
|  | Канада             |                    |                    | 1     |                         |                         |                   |                   |            |            |  |  |        |        |
|  | Швајцарска         | 0                  |                    |       |                         |                         |                   |                   |            |            |  |  |        |        |
|  | Швајцарска         | 0                  |                    |       |                         |                         |                   |                   |            |            |  |  |        |        |

### Осмина финала
| Немачка                                                              | (4 : 1)  | Шведска              |
| -------------------------------------------------------------------- | -------- | -------------------- |
| - Ања Митаг 24’ - Целија Шашић 36’ (пен.), 78’ - Џенифер Марожан 88’ | Извештај | - Линда Сембрант 82’ |

| Кина              | (1 : 0)  | Камерун |
| ----------------- | -------- | ------- |
| - Ванг Шаншан 12’ | Извештај |         |

| Бразил | (0 : 1)  | Аустралија        |
| ------ | -------- | ----------------- |
|        | Извештај | - Кија Сајмон 80’ |

| Француска                                 | (3 : 0)  | Јужна Кореја |
| ----------------------------------------- | -------- | ------------ |
| - Мари-Лари Дели 4’, 48’ - Елоди Томис 8’ | Извештај |              |

| Канада              | (1 : 0)  | Швајцарска |
| ------------------- | -------- | ---------- |
| - Жозе Белангер 52’ | Извештај |            |

| Норвешка                 | (1 : 2)  | Енглеска                           |
| ------------------------ | -------- | ---------------------------------- |
| - Солвег Гулбрандсен 54’ | Извештај | - Стеф Хогтон 61’ - Луси Бронз 76’ |

| Сједињене Државе                           | (2 : 0)  | Колумбија |
| ------------------------------------------ | -------- | --------- |
| - Алекс Морган 53’ - Карли Лојд 66’ (пен.) | Извештај |           |

| Јапан                                     | (2 : 1)  | Холандија                  |
| ----------------------------------------- | -------- | -------------------------- |
| - Саори Аријоши 10’ - Мизухо Сакагучи 78’ | Извештај | - Кирстен ван де Вен 90+2’ |

### Четвртфинале
| Немачка                                                                                    | (2 : 1) (п. с. н.) | Француска                                                                  |
| ------------------------------------------------------------------------------------------ | ------------------ | -------------------------------------------------------------------------- |
| - Селија Шашић 84’ (пен.)                                                                  | Извештај           | - Луиса Кадамуро 64’                                                       |
| Пенали                                                                                     |                    |                                                                            |
| - Мелани БерингерBehringer]] - Симон Лаудер - Бебет Питер - Џенифер Марожан - Селија Шашић | 5–4                | - Гаетан Тинеј - Камиле Абили - Луиса Кадамуро - Венди Ренар - Клер Лавоже |

| Кина | (0 : 1)  | Сједињене Државе |
| ---- | -------- | ---------------- |
|      | Извештај | - Карли Лојд 51’ |

| Аустралија | (0 : 1)  | Јапан              |
| ---------- | -------- | ------------------ |
|            | Извештај | - Мана Ивабучи 87’ |

| Енглеска                           | (2 : 1)  | Канада                |
| ---------------------------------- | -------- | --------------------- |
| - Џоди Тејлор 11’ - Луси Бронз 14’ | Извештај | - Кристин Синклер 42’ |

### Полуфинале
| Сједињене Државе                          | (2 : 0)  | Немачка |
| ----------------------------------------- | -------- | ------- |
| - Карли Лојд 69’ (пен.) - Кели О’Хара 84’ | Извештај |         |

| Јапан                                              | (2 : 1)  | Енглеска                   |
| -------------------------------------------------- | -------- | -------------------------- |
| - Аја Мијама 33’ (пен.) - [Лора Басет 90+2’ (а.г.) | Извештај | - Фара Вилијамс 40’ (пен.) |

### Утакмица за треће место
| Немачка | (0 : 1) (п. с. н.) | Енглеска                    |
| ------- | ------------------ | --------------------------- |
|         | Извештај           | - Фара Вилијамс 108’ (пен.) |

### Финале
| Сједињене Државе                                           | (5 : 2)  | Јапан                                      |
| ---------------------------------------------------------- | -------- | ------------------------------------------ |
| Карли Лојд 3’, 5’, 16’ · Лорен Холидеј 14’ · Тобин Хит 54’ | Извештај | Јуки Нагасато 27’ · Џули Џонсон 52’ (а.г.) |

### Награде
По завршетку турнира додељене су следеће награде:
Златна лопта (најбољи играч у укупном поретку), Златна копачка (најбољи стрелац) и Златна рукавица (најбољи голман) награде које је спонзорисао Адидас, док је награде за најбољег младог играча и гол турнира спонзорисала компанија Хјундаи Мотор. ФИФА.цом је уврстила у ужи избор дванаест голова за које су корисници могли да гласају као најбоље на турнирима, са затварањем анкете 13. јула 2015.
| Златна лопта                                 | Сребрна лопта                               | Бронзана лопта                              |
| -------------------------------------------- | ------------------------------------------- | ------------------------------------------- |
| Карли Лојд                                   | Амандин Анри                                | Аја Мијама                                  |
| Златна копачка                               | Сребрна копачка                             | Бронзана копачка                            |
| Селија Шашић                                 | Карли Лојд                                  | Ања Митаг                                   |
| 6. голова, 1. асистенција 553 минута играла  | 6. голова, 1. асистенција 630 минута играла | 5. голова, 2. асистенција 474 минута играла |
| Златна рукавица                              |                                             |                                             |
| Хоуп Соло                                    |                                             |                                             |
| Најбољи млади играч                          |                                             |                                             |
| Кадеиша Бучанан                              |                                             |                                             |
| Најлепши гол првенства                       |                                             |                                             |
| Карли Лојд                                   |                                             |                                             |
| 16’ за 4 : 0 у финалу против Јапана (5. јул) |                                             |                                             |
| Фер плеј                                     |                                             |                                             |
| Француска                                    |                                             |                                             |

### Наградни фонд
Укупан наградни фонд који је ФИФА понудила за турнир износио је 15 милиона америчких долара, што представљало 2,6% укупног наградног фонда за Светско првенство у фудбалу за мушкарце 2014. (576 милиона долара). Победнички тим, Сједињене Државе, добио је 2 милиона долара,[107] што представља 5,7% износа који је Немачка добила за победу на Светском првенству за мушкарце 2014. (35 милиона долара).

## Голгетери
Укупно је постигнуто  146 голова у 52 утакмица, с просеком од 2.81 гола по утакмици. Немица Селија Шашић и Карли Лојд из Сједињених Држава су са 6. постигнутих голова поделиле титулу најбољег стрелца првенства.
Извор: FIFA